# Bavia sonsorol
Bavia sonsorol är en spindelart som beskrevs av Berry, Beatty, Prószynski 1997. Bavia sonsorol ingår i släktet Bavia och familjen hoppspindlar. Inga underarter finns listade.